# Dénia Ciutat Creativa
Die Dénia Ciutat Creativa ist eine Ro-Pax-Fähre der spanischen Reederei Baleària Eurolineas Marítimas.

## Geschichte
Das Schiff wurde unter der Baunummer 957 auf der Werft Van der Giessen-De Noord in Krimpen aan den IJssel für die italienische Reederei Viamare di Navigazione gebaut. Der Stapellauf fand am 11. März 1992 statt. Die Fertigstellung des Schiffes erfolgte im Juni 1992.
Das Schiff war das erste einer aus sieben Einheiten bestehenden Serie, die im Rahmen des italienischen Viamare-Projektes gebaut wurden. Ziel war es, Lkw-Transporte in Italien von der Straße auf das Meer zu verlagern. Vier der Schiffe wurden auf der niederländischen Werft Van der Giessen-De Noord und drei auf der italienischen Werft Fincantieri in Palermo gebaut.
Das Schiff wurde am 7. Juli 1992 in Dienst gestellt und von Viamare di Navigazione zwischen Genua und Termini Imerese auf Sizilien eingesetzt. 1994 wurde es an die griechische Reederei Strintzis Line verchartert und in Ionian Star umbenannt. Strintzis Line setzte das Schiff auf der Fährverbindung zwischen Patras, Igoumenitsa, Korfu und Ancona ein. 1996 wurde die Fähre an die Strintzis Line verkauft und umfangreich umgebaut.
1999 kaufte die französische Reederei Compagnie Méridionale de Navigation (CMN) das Schiff als Ersatz für die bereits 1980 gebaute Porto Cardo. Neuer Name des Schiffes wurde Scandola. Es wurde zunächst zwischen Marseille und Ajaccio auf Korsika und später zwischen Marseille und Propriano auf Korsika sowie Porto Torres auf Sardinien eingesetzt.
Nach der Indienststellung der Piana im Dezember 2011 wurde die Scandola außer Dienst gestellt. 2012 wurde sie an die Reederei ASA Lines verchartert und für einige Zeit zwischen Vado Ligure und Tarragona eingesetzt. 2013 charterte die Reederei Acciona Trasmediterránea das Schiff, um es im Fährverkehr zwischen Valencia und den Balearen einzusetzen.
2016 übernahm die Reederei Baleària Eurolineas Marítimas das Schiff. Die Reederei setzt das in Dénia Ciutat Creativa umbenannte Schiff in ihrem Streckennetz ein, darunter von Valencia bzw. Barcelona zu den Balearen oder von Almería bzw. Málaga zur spanischen Exklave Melilla.

## Technische Daten und Ausstattung
Das Schiff wird von zwei Viertakt-Achtzylinder-Dieselmotoren des Typs Sulzer 8ZAL40S mit zusammen 11.528 kW Leistung angetrieben. Die Motoren wirken auf zwei Verstellpropeller. Das Schiff ist mit einem mit 750 kW Leistung angetriebenen Bugstrahlruder ausgestattet. Für die Stromerzeugung stehen drei von Dieselmotoren mit jeweils 678 kW Leistung angetriebene Generatoren mit jeweils 848 kVA Scheinleistung zur Verfügung.
Die Fähre verfügt über drei Fahrzeugdecks. Die unteren beiden Fahrzeugdecks auf Deck 1 (Tankdecke) und Deck 2 (Hauptdeck) sind geschlossen. Das Fahrzeugdeck auf Deck 2 ist über eine herunterklappbare Heckrampe zugänglich und über Rampen an Bord mit den beiden anderen Fahrzeugdecks verbunden. Das obere Fahrzeugdeck (Deck 3) war zum größten Teil nach oben offen. Der vordere Teil war mit den Decksaufbauten überbaut. In den Decksaufbauten befanden sich auf zwei Decks (Deck 4 und 5) die Einrichtungen für die Passagiere, bei denen es sich üblicherweise um mitreisende Lkw-Fahrer handelte, darunter Kabinen mit 50 Betten, sowie die Einrichtungen für die Schiffsbesatzung.
Beim Umbau Anfang 1996 wurden die Decksaufbauten bis kurz vor das Heck verlängert. Das obere Fahrzeugdeck wurde dabei nahezu komplett überbaut. In den Aufbauten wurden auf zwei Decks zahlreiche weitere Kabinen und die Einrichtungen für die Nutzung der Fähre als Auto- und Passagierfähre statt als Frachtfähre eingerichtet. Die Kapazität der Fähre betrug nun je nach Quelle 850 bzw. 1000 Passagiere. Für rund 250 Passagiere standen 85 Kabinen zur Verfügung. Auf den Fahrzeugdecks konnten 900 Pkw befördert werden.
Für die Nutzung durch die Compagnie Méridionale de Navigation wurde das Schiff 1999 erneut umgebaut. Die Kapazität sank dabei auf 200 Passagiere, für die 79 Kabinen zur Verfügung standen. Die Ladungskapazität wurde nun mit 108 Aufliegern bzw. 30 Aufliegern und 90 Pkw angegeben. Von Baleària wird die Kapazität mit 399 Passagieren und 430 Pkw angegeben. Die Kabinen wurden mit zusätzlichen Betten für nun 277 Passagiere ausgestattet.
Die Brücke befindet sich im vorderen Bereich des Schiffes auf Deck 6. Sie ist vollständig geschlossen. Zur besseren Übersicht beim An- und Ablegen und dem Navigieren in engen Fahrwassern gehen die Nocken etwas über die Schiffsbreite hinaus. Das Schiff ist mit zwei ausfahrbaren Flossenstabilisatoren ausgestattet.